# Сидон, Кароль
Кароль Эфраим Сидон (род. 9 августа 1942 года, Прага; иногда использовал литературный псевдоним Хаим Сиган) — чешский раввин, писатель, драматург и переводчик. Главный раввин Праги и Чехии. Автор ряда научно-фантастических романов, а также перевода Пятикнижия Торы на чешский язык (2012).

## Биография
Кароль Сидон родился в 1942 году в Праге во время Второй мировой войны. Он является дальним родственником раввина Йосефа Хаима Зонненфельда. Его отец Александр Сидон приехал из Трнавы, где его дядя Шимон Сидон был первым раввином после долгого изгнания евреев из города. Александр был арестован в 1944 году и заключён в тюрьму гестапо в Панкраке и в Терезине, где он был замучен до смерти в том же году. Затем Кароля Сидона прятали в стране до конца оккупации. Мать воспитывала его до 1948 года, когда она снова вышла замуж за еврея. Его отчим неоднократно бежал из Терезинского гетто, Кладно, из Варшавы, Треблинки и затем из ГУЛАГа.
Кароль Сидон пошёл учиться на факультет кино и телевидения Академии музыкального искусства в Праге в 1960 году, где начал писать сценарии для кино и радио спектакли для чешского общественного радио — Český rozhlas. До 1968 года он работал продюсером чешского кукловода Йиржи Трнкой. В том же году была опубликована первая книга Сидона, ставшая культовой — «Sen o mém otci» («Мечта о моем отце»), в которой автор рассказывает о воспитании без своего еврейского отца Александра Сидона, который погиб в Терезинском гетто (его жена была христианкой). После подавления Пражской весны и начала эпохи нормализации писателя изгнали из профессии, и он мог публиковаться только в самиздате. С 1969 года он был разнорабочим. По мнению ряда критиков его эссе «Евангелие от Йосифа Флавия» (1970) — самый примечательный интеллектуальный текст для данного литературного поколения. В 1977 году он подписал Хартию-77 и после этого работал кочегаром. В 1978 году Кароль Сидон прошёл гиюр и взял еврейское имя Эфраим. В этом же году он получил премию Йиржи Коларжа. Он был женат на Марселе Тршебицке и отец актёров Даниэля Сидона и Магдалены Сидоновой.

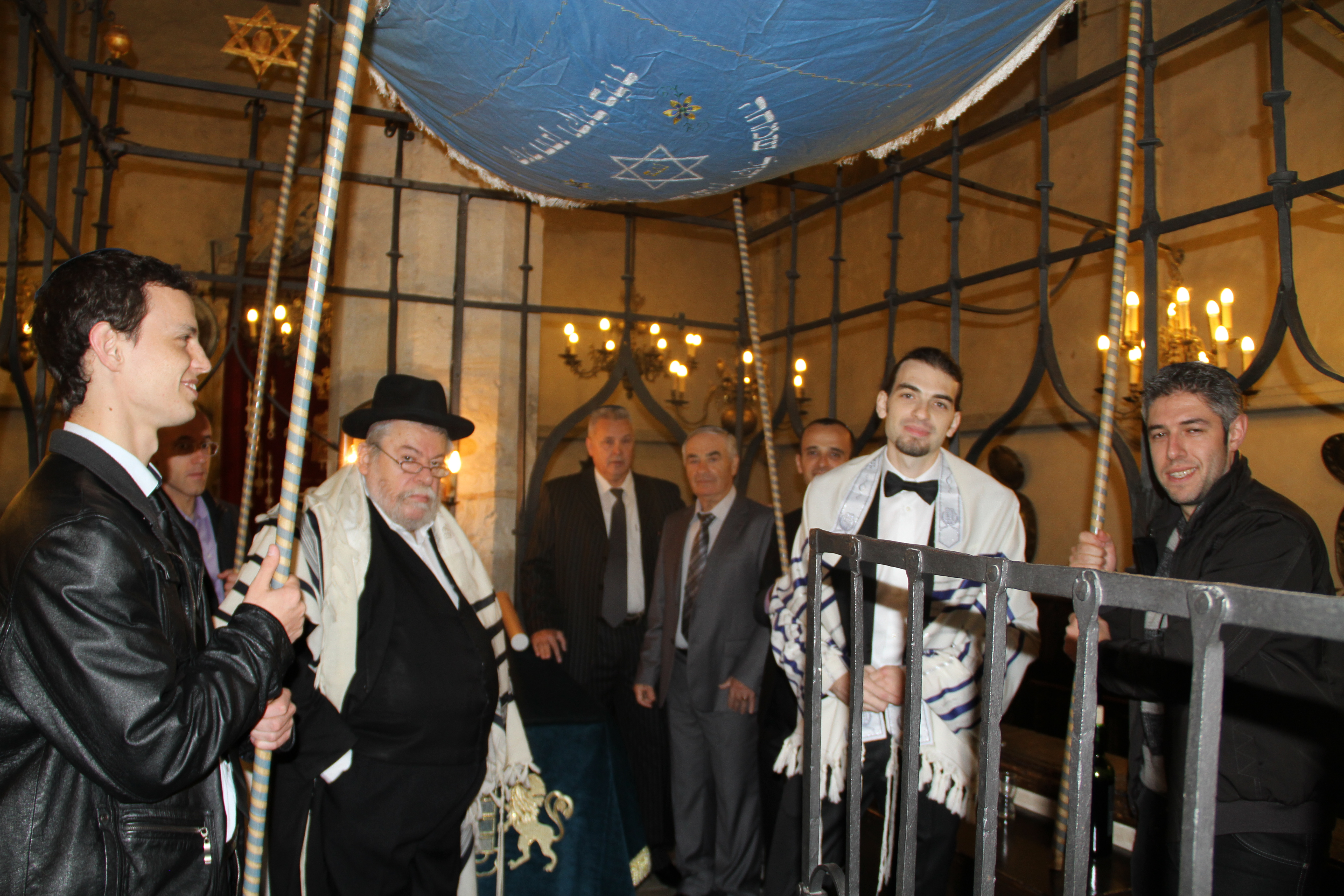
Хупа в Староновой синагоге проводимая раввином Эфраимом Сидоном

В 1983 году он эмигрировал в Западную Германию и проводил еврейские исследования в Гейдельбергском университете. Он был рукоположен в сан раввина после того, как прошёл обучение в Израиле. В 1992 году Сидон вернулся в Чехию, где стал главным раввином Праги. Раввин Сидон восстановил ортодоксальную еврейскую общину в стране. Он основал школу Лаудера (начальную школу и школу грамматики), построил микве, создал мидраш Тиферет Узи (назван в честь его учителя Узи Кальхгейма), основал Бейт-Дин.

## Публикации
- Sen o mém otci, 1968 (Мечты о моем отце)
- Sen o mně, 1970 (Мечты о себе)
- Boží osten, 1975 (Божье жало)
- Brány mrazu, 1977 (Ворота Мороза)
- Dvě povídky o utopencích, 1988 (Две истории об утопленниках)
- Evangelium podle Josefa Flavia, 1974 (The Gospel According to Евангелие от Иосифа Флавия)

### Пьесы
- Zákon, 1968 (Закон)
- Labyrint (cirkus podle Komenského), 1972 Лабиринт (цирк с Комескего)
- Shapira, 1972 (Шапира)
- Zpívej mi na cestu (Спой мне для похода)
- Maringotka Zuzany Kočové (Прицеп Зюзана Кокова)

### Детские книги
- Pohádky ze čtyř šuplíčků, 1979 (Сказки четырёх ящиков) (Появился под именем его жены Марселы Тршебицкой).

### Доктринальные работы
Его доктринальные работы можно найти в журнале Рош Ходеш и Еврейском ежегоднике. Он перевёл на чешский «Пять книг Моисея», перевёл новую Прасхальную Агаду, сидур, и др.

### Хаим Сиган
Выпустил два издания под псевдонимом Хаим Сиган:
- Atschul’s Method (2014) (Метод Ацула)
- Piano live (2015) (Фортепиано)

### Фильмография
- Bohemia Docta aneb Labyrint světa a lusthauz srdce (2000)
- Adam a Gabriel (1973) (Адам и Габриэль)
- Otcové a děti (1971) (Отцы и дети). Адаптация романа Тургенева
- Dovidenia v pekle priatelia (1970) (Увидимся в аду, друзья)
- Ptáčkové, sirotci a blázni (1969) (Птицы, сироты и дураки)
- Zběhové a poutníci (1968) (Дезертиры и странники)